# Mango de Jamaïque
Anthracothorax mango
Espèce
Répartition géographique
Statut de conservation UICN

 LC  : Préoccupation mineure
Statut CITES
Le Mango de la Jamaïque (Anthracothorax mango) est une espèce d'oiseaux de la famille des Trochilidae.

## Répartition
Cet oiseau est endémique de la Jamaïque.

## Habitat
Ses habitats sont les forêts tropicales et subtropicales humides de basses et hautes altitudes, la végétation des marais à mangroves, les forêts sèches de broussailles mais aussi les anciennes forêts lourdement dégradées, les jardins ruraux et les plantations agricoles.